# IiO
Az iiO (kiejtés szerint eye-oh) amerikai dance zenei duó volt New York-ból, tagjai Nadia Ali énekes-dalszerző és Markus Moser zenei producer. 2001-es "Rapture" című daluk hozta meg számukra az ismertséget, amely a brit kislemezlistán és a Billboard Hot Dance Club Play slágerlistáján is 2. helyig jutott. Ezt a kislemezt számos további dal és egy nagylemez, a Poetica (2005) követte, amely album 17. lett a Dance/Electronic Albums listán.
Még ebben az évben Nadia Ali szólókarrierbe kezdett, de továbbra is közreműködött vokalistaként Moser szerzeményeinél, köztük az "Is It Love?" című 2006-os slágernél, amely megszerezte a Hot Dance Club Play lista legelső helyét. 2011-ben Moser kiadta az Exit 110 stúdióalbumot Ali vokáljával, amely egyúttal a duó munkásságának utolsó darabja is, hiszen 2011-ben hivatalosan is feloszlottak.

## Diszkográfia

### Stúdióalbumok
- Poetica (2005)
- Exit 110 (2011)